# Drozdnie
Drozdnie (ukr. Дроздні, Drozdni) – wieś na Ukrainie w rejonie kowelskim obwodu wołyńskiego. W 2001 roku liczyła 468 mieszkańców.
Znajduje tu się przystanek kolejowy Drozdnie, położony na linii Zdołbunów – Kowel.